# Sofia Margarida da Graça Afreixo

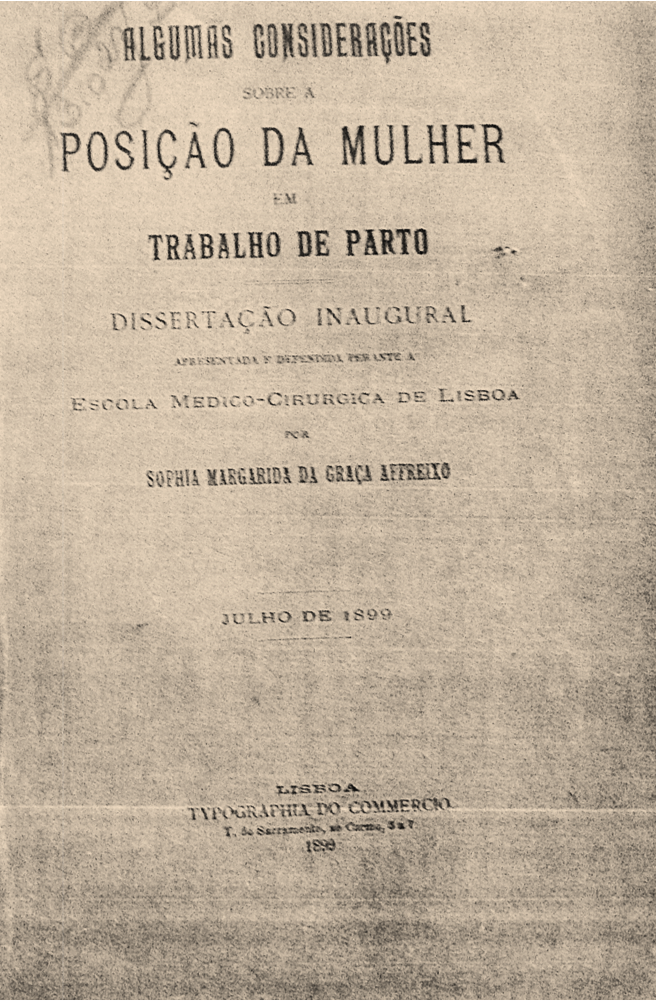
Folha de capa da tesede Sofia Margarida da Graça Afreixo

Sofia Margarida da Graça Afreixo foi uma médica portuguesa, uma das primeiras no país.

## Biografia
Foi filha de José Maria da Graça Afreixo, natural de Lisboa.
Formou-se pela Escola Médico-Cirúrgica de Lisboa (atual Faculdade de Medicina da Universidade de Lisboa) tendo sido aprovada no "Acto Grande" no dia 25 de julho de 1899 com a tese "Algumas considerações sobre a posição da mulher em trabalho parto".
Exerceu a Medicina em Sines entre 1906 e 1910.